# 富士見江川
富士見江川（ふじみえがわ）は、埼玉県富士見市、三芳町を流れる準用河川。

## 概要
武蔵野台地の崖線に沿って湧水を集めて流れる河川。三芳町藤久保のライオンズマンション鶴瀬第3の北西付近から流れ出し、マンションの真下をくぐるように通り埼玉県道334号を抜け流れていたが、現在は区画整理進行により宅地化が進んでおり暗渠化され上流の消滅が進んでいる。丸池が水源とされているが、丸池は消滅している。
台地を開析し、住宅地の間を抜けながらほぼ東方面に流れる。富士見市関沢付近では暗渠化されている部分もあり、1994年（平成6年）に富士見江川プロムナードとして整備されている。関沢3丁目付近で唐沢堀が合流する。東武東上線から埼玉県道266号ふじみ野朝霞線の間は富士見江川親水公園となっている。県道266号を超えると川幅が広くなり、鶴馬付近で権平川（一部分が暗渠で扇田橋が架かる）が合流する。
かつては富士見市立本郷中学校付近～下の谷公園の南寄りのルートで新河岸川に合流していたが、整備によりＹ字型に合流するようになった。旧流路は今も残る。付近には新河岸川舟運の鶉河岸の遺構がある。
単に江川と呼ばれることもある。北から順に川越江川、福岡江川、富士見江川が流れる。富士見江川と福岡江川の間には砂川堀も東西に流れる。

## 橋梁
- 丸池橋[2]
- 駒形橋
- 東武東上線
- 鶴馬橋（埼玉県道266号ふじみ野朝霞線）
- あすなろ橋
- 鶴関橋
- 江川橋
- 打越橋
- 曙橋
- 油橋
- 寿橋
- 鶉橋